# Bandeira de Nijni Novgorod
A bandeira de Nijni Novgorod é um dos símbolos oficiais do óblast de Nijni Novgorod, uma subdivisão da Federação da Rússia. Foi aprovada em 28 de abril de 2005.

## Descrição
Seu desenho consiste em um retângulo de proporção largura-comprimento de 2:3 branco com a imagem do brasão de armas da região no centro. O brasão foi instituído por uma lei regional 42-W de Nijni Novgorod em 10 de setembro de 1996 sobre o emblema da região de Nijni Novgorod. A largura do brasão é de 2/5 do comprimento total da bandeira.